# Custer County, South Dakota
Custer County är ett administrativt område i delstaten South Dakota, USA, med 8 216 invånare. Den administrativa huvudorten (county seat) är Custer. 
Jewel Cave nationalmonument och Wind Cave nationalpark ligger i countyt, samt Crazy Horse Memorial.

## Geografi
Enligt United States Census Bureau så har countyt en total area på 4 038 km². 4 034 km² av den arean är land och 4 km² är vatten.  

### Angränsande countyn
- Pennington County, South Dakota - nord
- Shannon County, South Dakota - sydost
- Fall River County, South Dakota - syd
- Niobrara County, Wyoming - sydväst
- Weston County, Wyoming - väst